# Allan Brooks
Allan Cyril Brooks (ur. 15 lutego 1869 w Etawah w Indiach Brytyjskich, zm. 3 stycznia 1946 w Kanadzie) – kanadyjski ornitolog i rysownik, syn Williama Edwina Brooksa.
Otrzymał imię Allan na cześć przyjaciela ojca Alana Oktawian Hume'a.
Studiował w Anglii w latach 1873–1881 biotop ptaków wrzosowisk Północnej Irlandii. Korespondował z angielskim podróżnikiem i ornitologiem Henrym Seebohmem. Poznał kolekcję jaj ptasich i motyli znanego naturalisty Johna Hancocka, który stał się jego opiekunem i mistrzem.
Gdy wraz z rodziną osiadł w Kanadzie, zajął się badaniem ptactwa Ontario. Stał się znanym rysownikiem, ilustratorem książek i atlasów ornitologicznych, m.in. Birds of Western Canada (1926) oraz Birds of Canada (1934) Tavernera. Jego rysunki pojawiały się w National Geographic Magazine. W czasie I wojny światowej służył w wojsku kanadyjskim. Pisywał do specjalistycznych periodyków.